# Ahmet Ünal Çeviköz
Ünal Çeviköz né le 6 novembre 1952 à Istanbul (Turquie) est un diplomate et homme politique turc.

## Biographie
Il termine ses études secondaires au lycée anatolien de Kadıköy et diplômé du département de la langue et de la littérature anglaise (1974) et du département des sciences politiques (1978) de l'Université du Bosphore. Ensuite, en 1978, Il rejoint le ministère des Affaires étrangères. Il fait son master à l'Université libre de Bruxelles en 1993. 
Entre 1989-1994 il travaille d'abord dans la direction économique et puis politique de l'OTAN. En 1994, il fonde le bureau d'information de l'ONU à Moscou. Entre 1994-1997, il prépare l'Acte fondateur OTAN-Russie. Il retourne au ministère des Affaires étrangères en 1997, il est chef de département des Balkans (1997-1998), directeur adjoint du Caucase et de l'Asie centrale (1998-2001).  Il est ambassadeur de Turquie en Azerbaïdjan (2001-2004), en Irak (2004-2006) et au Royaume-Uni (2010-2014), il est sous secrétaire-d'État chargé du Caucase et de l'Asie centrale (2007-2010). Il est le président de l'assemblée d'Organisation maritime internationale (2013-2015). Entre 2015-2016, il est conseiller diplomatique de Murat Karayalçın, président de la fédération de CHP d'Istanbul. Entre février - août 2018, il est vice-président de CHP chargé de la diplomatie publique et entre août 2018 - août 2020, il est vice-président de CHP chargé des relations extérieures. Depuis le juin 2018 il est député d'Istanbul. Depuis 2020, il est conseiller principal, chargé des relations extérieures, de Kemal Kılıçdaroğlu. Il est membre de l'Assemblée parlementaire du Conseil de l'Europe depuis 2018 et vice-président du Groupe des socialistes, démocrates et verts (2019-2020 et depuis 2023). Il est encore vice-président de l'Internationale socialiste Il est polyglotte, il parle l'anglais, le français, l'allemand, le russe et l'italien.